# Minnesota Timberwolves 1999-2000
La stagione 1999-2000 dei Minnesota Timberwolves fu l'11ª nella NBA per la franchigia.
I Minnesota Timberwolves arrivarono terzi nella Midwest Division della Western Conference con un record di 50-32. Nei play-off persero al primo turno con i Portland Trail Blazers (3-1).

## Roster
| N° | Naz.                   | Ruolo | Sportivo            | Anno | Alt. | Peso |
| -- | ---------------------- | ----- | ------------------- | ---- | ---- | ---- |
| 1  | Stati Uniti (bandiera) | G     | Anthony Peeler      | 1969 | 193  | 94   |
| 2  | Stati Uniti (bandiera) | G     | Malik Sealy         | 1970 | 203  | 86   |
| 5  | Stati Uniti (bandiera) | G     | William Avery       | 1979 | 188  | 89   |
| 7  | Stati Uniti (bandiera) | G     | Terrell Brandon     | 1970 | 180  | 82   |
| 8  | Slovenia (bandiera)    | G     | Radoslav Nesterovič | 1976 | 213  | 112  |
| 10 | Stati Uniti (bandiera) | A     | Wally Szczerbiak    | 1977 | 201  | 111  |
| 20 | Stati Uniti (bandiera) | A     | Tom Hammonds        | 1967 | 206  | 98   |
| 21 | Stati Uniti (bandiera) | A     | Kevin Garnett       | 1976 | 211  | 100  |
| 22 | Stati Uniti (bandiera) | C     | Dean Garrett        | 1966 | 208  | 102  |
| 24 | Stati Uniti (bandiera) | G     | Bobby Jackson       | 1973 | 185  | 84   |
| 32 | Stati Uniti (bandiera) | A     | Joe Smith           | 1975 | 208  | 102  |
| 42 | Stati Uniti (bandiera) | A     | Sam Mitchell        | 1963 | 198  | 95   |
| 45 | Stati Uniti (bandiera) | A     | Andrae Patterson    | 1975 | 206  | 108  |

## Staff tecnico
- Allenatore: Flip Saunders
- Vice-allenatori: Greg Ballard, Jerry Sichting, Sidney Lowe